# Angélica Espinoza
Leonor Angélica Espinoza Carranza (Lima, 19 de marzo de 1998) es una deportista peruana bicampeona olímpica en taekwondo adaptado.
Ganó una medalla de oro en los Juegos Paralímpicos de Tokio 2020 en la categoría de –49 kg y otra en los Juegos Paralímpicos de París 2024. Es tricampeona parapanamericana y ha sido reconocida como la mejor paratleta de América por el Comité Paralímpico de las Américas (APC).
Gracias a la obtención del oro olímpico, el gobierno peruano la gratificó con 100 mil soles en una ceremonia en el salón Túpac Amaru de Palacio de Gobierno, así mismo fue condecorada con la Orden al Mérito de la Mujer por parte del presidente Pedro Castillo.
Espinoza fue abanderada de la delegación peruana en los Juegos Parapanamericanos 2019 y en los Juegos Paralímpicos de Tokio 2020, esta última junto a su compañero Efraín Sotacuro.

## Palmarés internacional
| Juegos Paralímpicos      | Juegos Paralímpicos | Juegos Paralímpicos | Juegos Paralímpicos |
| Año                      | Lugar               | Medalla             | Categoría           |
| ------------------------ | ------------------- | ------------------- | ------------------- |
| 2020                     | Tokio               | Medalla de oro      | –49 kg              |
| 2024                     | Paris               | Medalla de oro      | –47 kg              |
| Juegos Parapanamericanos |                     |                     |                     |
| Año                      | Lugar               | Medalla             | Categoría           |
| 2019                     | Lima                | Medalla de oro      | –49 kg              |
| 2023                     | Santiago            | Medalla de oro      | –47 kg              |